# Блистанов, Николай Алексеевич
Николай Алексеевич Блистанов (1835 — не ранее 1864) — русский скульптор.

## Биография
Николай Блистанов родился 7 (19) ноября 1835 года в купеческой семье. В конце 1850-х — начале 1860-х годов учился в Московском училище живописи, ваяния и зодчества у Н. А. Рамазанова. В 1861 году за скульптуру «Пастушок» («Мальчик со свирелью») получил от Императорской Академии художеств большую серебряную медаль. В том же году Н. А. Рамазанов получил от Совета Императорской Академии художеств благодарность за успехи своего ученика. В 1864 году Н. А. Блистанов получил звание классного художника 3-й степени. Среди его работ ныне утраченные скульптуры «Русский ратник, убивающий турка» (1858), «Сусанин» (1859), «Иисус и самаритянка» (1860), горельеф «Моисей источает воду из камня» (1860). Его мраморная фигура «Мальчик-нищий» была в 1904 году выполнена в бисквите на Императорском фарфоровом заводе.

Скульптура «Пастушок» (ГРМ)
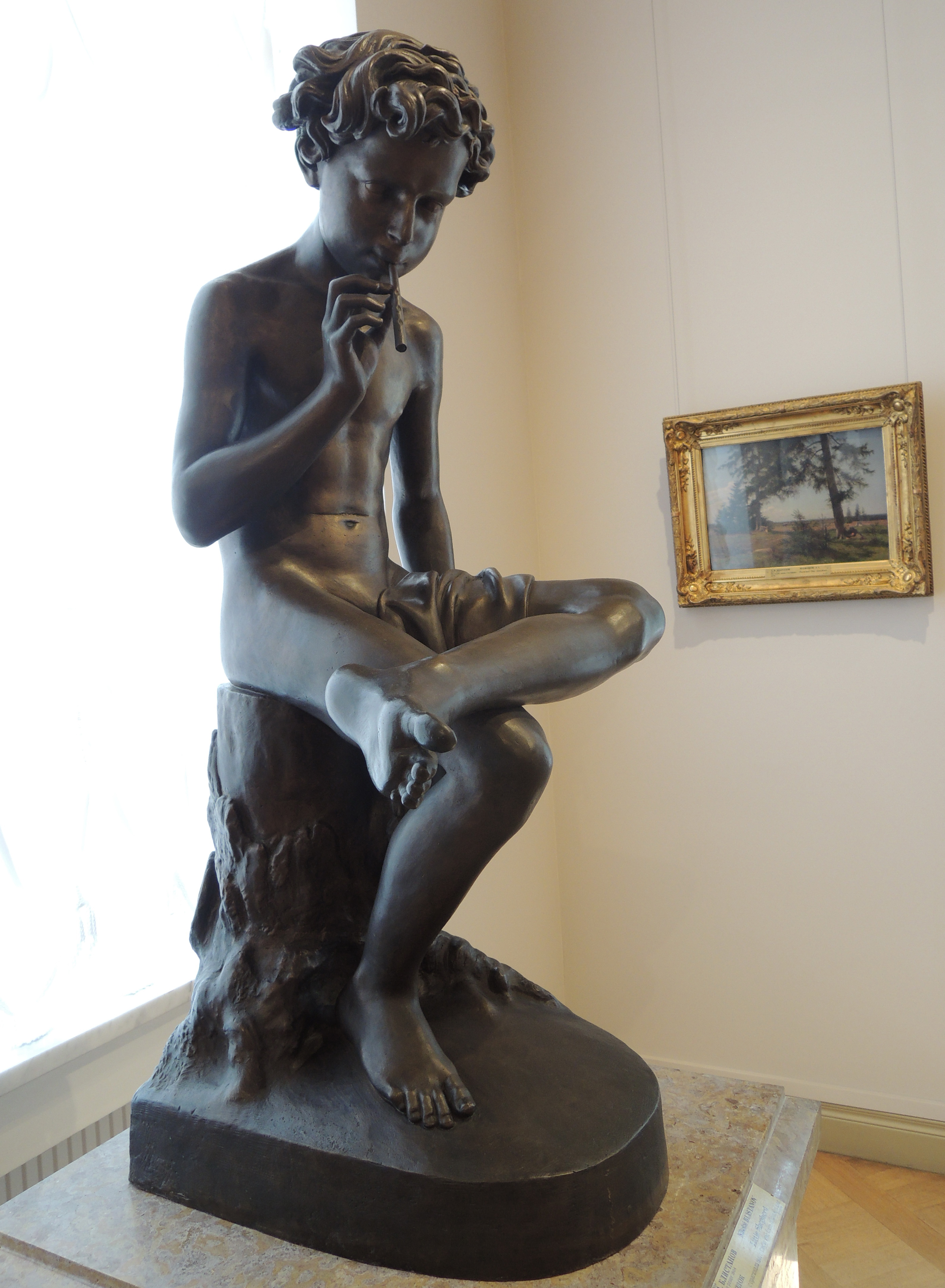
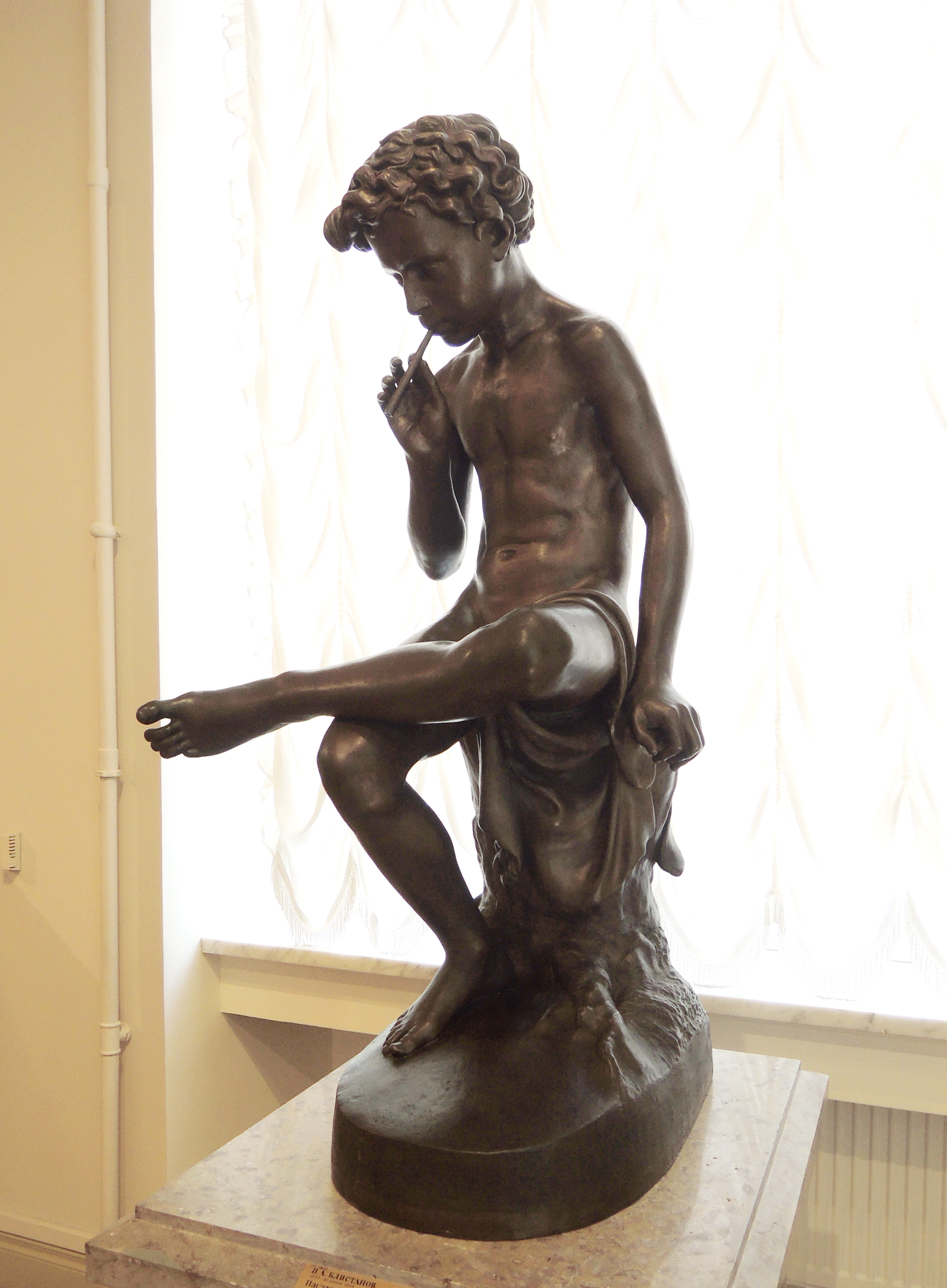